# Stretford
Stretford je město v severozápadní Anglii. Je součástí metropolitního distriktu Trafford, resp. metropolitního hrabství Velký Manchester. Leží v rovinaté krajině mezi řekou Mersey a Manchesterským kanálem asi 6 km jihozápadně od centra Manchesteru. Žije zde přibližně 47 tisíc obyvatel. Stretford sousedí na východě s manchesterským předměstím Chorlton-cum-Hardy, dále s městy Urmston na západě, Salford na severu a Sale na jihu.
Město, jež bylo před ustanovením metropolitního hrabství Velký Manchester historicky součástí tradičního hrabství Lancashire, bývalo ještě v 19. století pouhou zemědělskou vesnicí, která byla zmiňována zejména v souvislosti s produkcí velkého množství prasat a s jejich dodávkami na trh do blízkého Manchesteru. Značný význam mělo i pěstování zeleniny, uvádí se, že na trhu v Manchesteru jí bylo prodáváno více než 500 tun každý týden. Zprovoznění Manchesterského kanálu v roce 1894 a s tím spojená masivní industrializace zejména severní části tehdejší vesnice zcela změnily její původně zemědělský charakter. Do roku 2001 poklesl podíl obyvatelstva zaměstnaného v zemědělství na pouhé 1%.
Stretford je taktéž již od roku 1910 domovem Manchesteru United, jednoho z nejpopulárnějších fotbalových klubů na světě. Z významných osobností, které zde bydlí či v minulosti bydlely, můžeme jmenovat politickou aktivistku Emmeline Pankhurstovou nebo rockového zpěváka Stevena Morriseyho. Místní rodákem je také Jay Kay, frontman a zakládající člen skupiny Jamiroquai.

## Historie

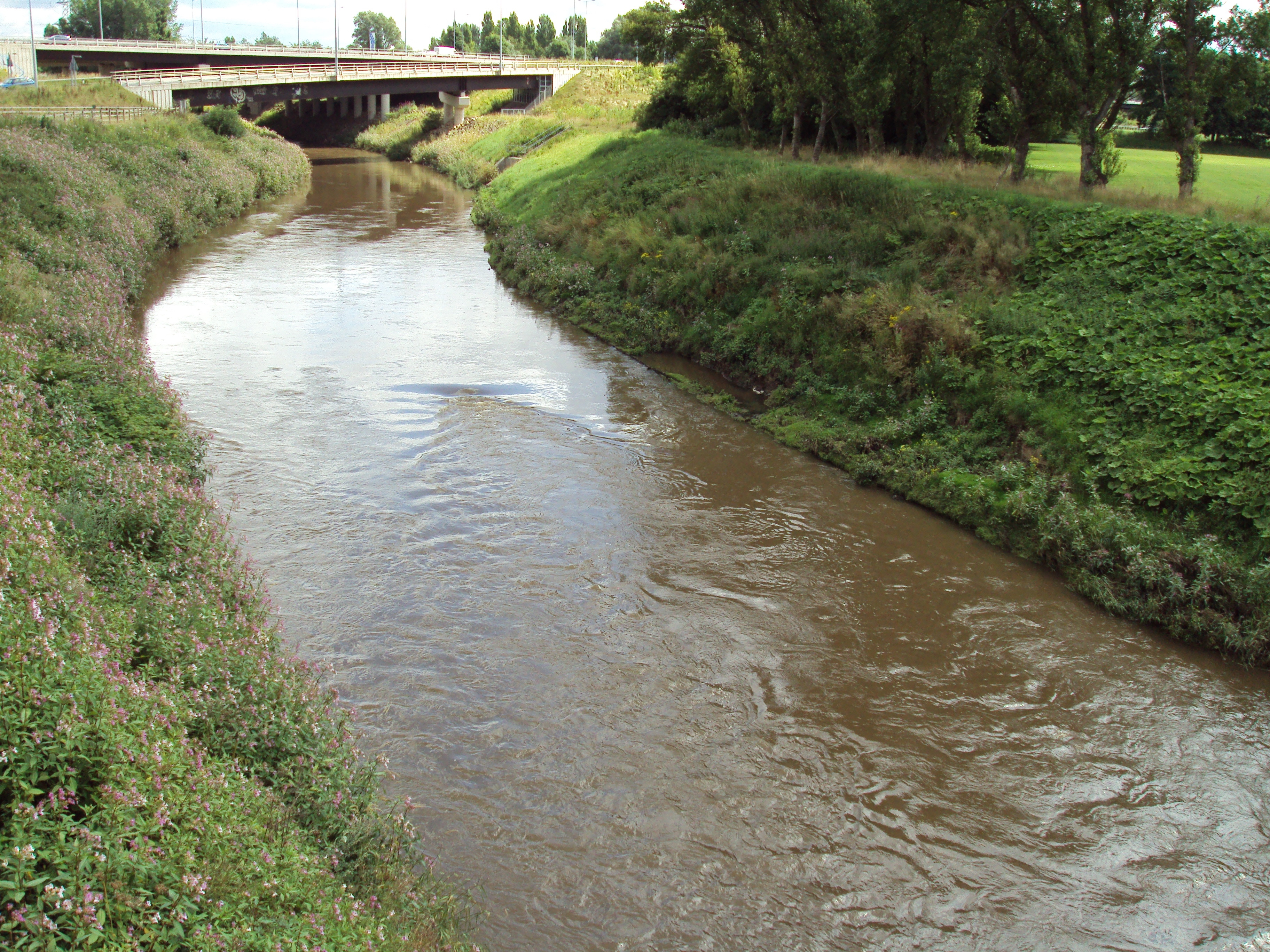
Řeka Mersey tvoří hranici Stretfordu a Sale

Název města pochází z anglických slov „street“, ve staroangličtině „stræt“ (ulice) a „ford“ (brod). Jméno tedy odkazuje na brod přes řeku Mersey na starověké římské silnici, která spojovala hradiště Deva Victrix (dnešní Chester) a Mancunium (dnešní Manchester). Nejstaršími doklady lidského osídlení v oblasti jsou kamenné sekery, pocházející z 2. tisíciletí př. n. l., tedy z mladší doby kamenné. Oblast dnešního Stretfordu byla součástí území obývaného keltským kmenem Brigantů před a v průběhu římského osídlení Velké Británie. Toto kmenové území (o státním celku ještě hovořit nelze) bylo ohraničeno řekou Mersey, její jižní břeh byl již osídlen jiným keltským kmenem Cornovii. Začátkem 13. století v této oblasti existovala dvě samostatná panství. První z nich, ležící poněkud jižněji v blízkosti řeky Mersey, patřilo rodu Hamon de Massey, zatímco druhé, položené v severní části poblíž řeky Irwell, vlastnil Henry de Trafford. Kolem roku 1260 došlo ke sloučení obou panství, rod Traffordů si nejprve druhé z nich pronajal, ale krátce přešlo definitivně do jeho vlastnictví.
Rod Traffordů velkou část svých držav ve Stretfordu pronajímal rolníkům, kteří se však tímto hospodařením pohybovali na samé hranici přežití. Oblast si udržovala čistě venkovský charakter, a to až do začátku 20. století, kdy došlo k prudkému rozvoji průmyslové výroby v Trafford Parku v části Old Trafford při severním okraji města. Do té ovšem Stretford zůstával stranou všech významných událostí v Anglii. Jedinou výjimkou byla drobná epizoda v průběhu Jakobitského povstání, v roce 1745 byl zničen most přes řeku Mersey, aby bylo zabráněno armádě Karla Eduarda Stuarta v jejím postupu na Londýn. Most byl krátce poté opraven.
Až do 20. let 19. století bylo tkalcovství na ručním stavu jedním z hlavních prostředků obživy místních obyvatel. Dle záznamů zde fungovalo 302 stavů, které poskytovaly zaměstnání pro 780 pracovníků. Ovšem v roce 1826 už existovaly pouhé čtyři, ruční tkaní bylo postupně nahrazováno mechanizovnými tkalcovnami, které rychle vyrůstaly v nedalekém Manchesteru. Díky této masivní industrializaci Manchester rychle rostl, zvyšovala se tak i poptávka po zemědělských produktech (zejména po rebarboře) na místním trhu, který byl pro obyvatele Stretfordu snadno dosažitelný.

## Geografie
Stretford se rozkládá na území o rozloze 10,6 km2 severně od řeky Mersey. Krajina je převážně rovinatého charakteru, nadmořská výška nejvyššího bodu činí 46 m n. m. Jižní část města, která se lehce svažuje směrem k říčnému údolí, leží v záplavové oblasti a byla v historii několikrát postižena povodněmi. Od 70. let 20. století byla postupně činěna opatření, aby se riziko záplav snížilo, včetně napřímení říčního koryta pro urychlení vodního toku a budování polderů.
Výstavba města probíhala podél dnešní silnice A56, ta jej dělí na dvě části, které jsou historickým pozůstatkem ze 13. století, kdy bylo území rozděleno na dvě panství. Jižní část zástavby, původně soustředěná kolem kostela St. Matthews, byla od části severní oddělena nezastavěným pruhem území. Až v průběhu 19. století byla tato proluka zastavěna a oba celky splynuly v jedinou kompaktní zástavbu.

### Podnebí
Podnebí ve Stretfordu je mírné, bez výraznějších extrémů počasí a teplotních výkyvů. Průměrná roční teplota ve městě mírně převyšuje průměrnou hodnotu pro Spojené království, na rozdíl od srážkového úhrnu a doby slunečního svitu, které jsou lehce podprůměrné.
Přehled průměrné teploty a srážek podle měsíců

| Stretford – podnebí         | Stretford – podnebí | Stretford – podnebí | Stretford – podnebí | Stretford – podnebí | Stretford – podnebí | Stretford – podnebí | Stretford – podnebí | Stretford – podnebí | Stretford – podnebí | Stretford – podnebí | Stretford – podnebí | Stretford – podnebí | Stretford – podnebí |
| Období                      | leden               | únor                | březen              | duben               | květen              | červen              | červenec            | srpen               | září                | říjen               | listopad            | prosinec            | rok                 |
| --------------------------- | ------------------- | ------------------- | ------------------- | ------------------- | ------------------- | ------------------- | ------------------- | ------------------- | ------------------- | ------------------- | ------------------- | ------------------- | ------------------- |
| Průměrné denní maximum [°C] | 8                   | 8                   | 10                  | 13                  | 16                  | 19                  | 21                  | 21                  | 18                  | 14                  | 10                  | 7                   | 14                  |
| Průměrné denní minimum [°C] | 2                   | 2                   | 3                   | 5                   | 8                   | 10                  | 12                  | 12                  | 10                  | 7                   | 4                   | 2                   | 6                   |
| Průměrné srážky [mm]        | 70                  | 70                  | 50                  | 63                  | 51                  | 58                  | 54                  | 69                  | 63                  | 88                  | 82                  | 78                  | 796                 |
| Zdroj:                      |                     |                     |                     |                     |                     |                     |                     |                     |                     |                     |                     |                     |                     |

## Obyvatelstvo a jeho složení
Podle výsledků sčítání lidu z roku 2011 žilo ve Stretfordu (tedy v oblasti zahrnující vlastní Stretford a dále sídla Clifford, Gorse Hill a Longford) 46 910 obyvatel a hustota zalidnění činila 3 439 osob na km2.
V roce 2011 byl průměrný věk obyvatelstva 36 let, tedy méně než činil průměrný věk 39,3 roku obyvatel celého distriktu Trafford. Na 100 osob ženského pohlaví připadalo 97.8 osob pohlaví mužského. 42% obyvatel bylo svobodných (v celém Traffordu pouze 33%). 23% osob ve věkovém rozmezí 16-74 let mělo pouze základní vzdělání (v celém Traffordu 18%).
| Rok            | 1801  | 1811  | 1821  | 1831  | 1841  | 1851  | 1861  | 1871   | 1881   | 1891   | 1901   | 1911   | 1921   | 1931   | 1939   | 1951   | 1961   | 1971   | 2001   | 2011   |
| -------------- | ----- | ----- | ----- | ----- | ----- | ----- | ----- | ------ | ------ | ------ | ------ | ------ | ------ | ------ | ------ | ------ | ------ | ------ | ------ | ------ |
| Počet obyvatel | 1 477 | 1 720 | 2 173 | 2 463 | 3 524 | 4 998 | 8 757 | 11 945 | 19 018 | 21 751 | 30 436 | 42 496 | 46 535 | 56 791 | 51 929 | 61 874 | 60 364 | 54 316 | 37 455 | 46 910 |

## Obecní správa a politika

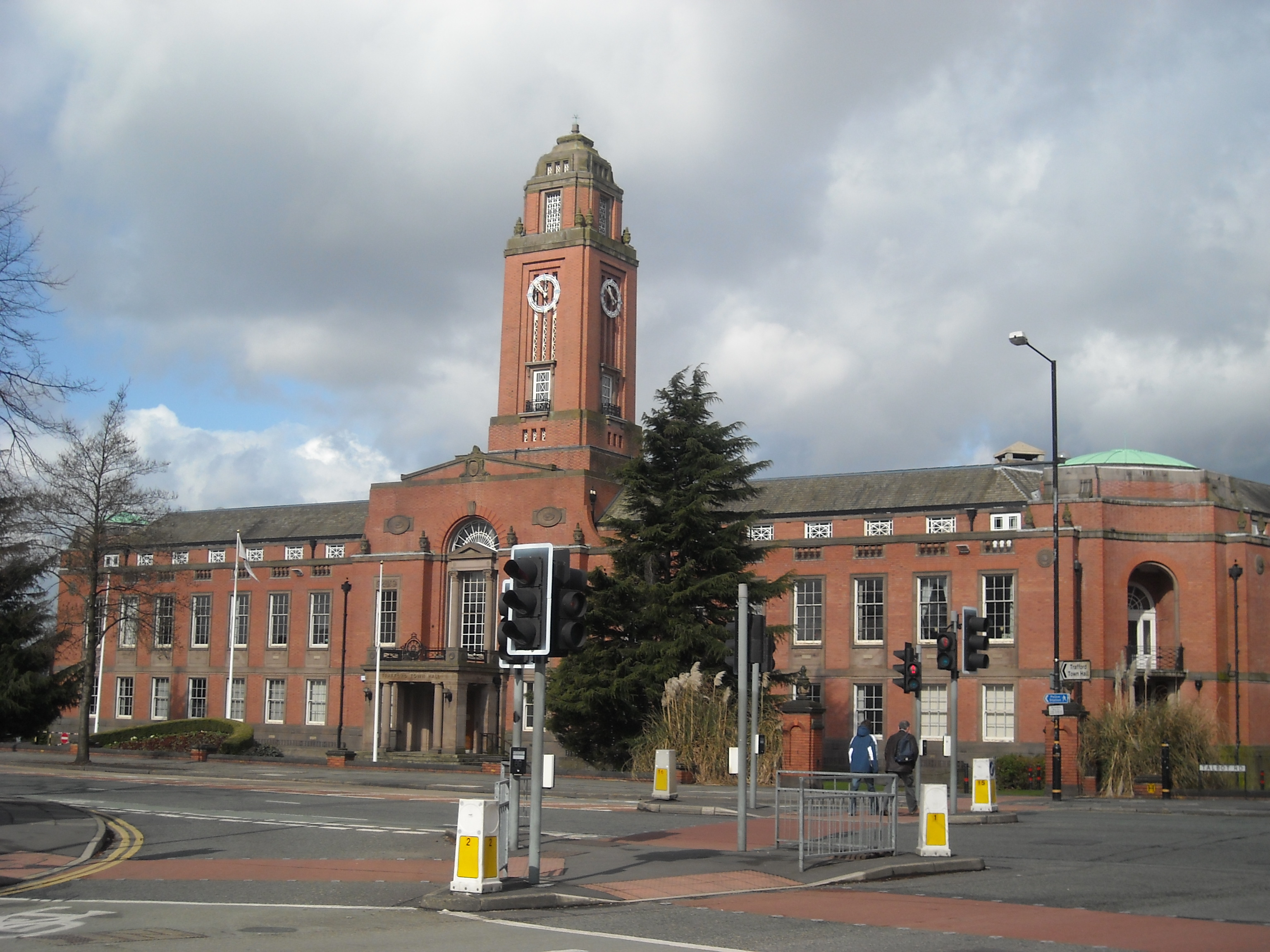
Traffordská radnice ve Stretfordu

Stretford býval v minulosti součástí manchesterské farnosti v rámci tradičního hrabství Lancashire. V roce 1933 byl poté zřízen samostatný distrikt pro město Stretford (anglicky Municipal Borough of Stretford), součástí tohoto aktu bylo i udělení městského znaku. Objevují se v něm dvě rudé růže, které jsou tradičně spojeny s hrabstvím Lancashire, v samém středu znaku se nachází lev, který symbolizuje Jana z Gentu, 1. vévodu z Lancasteru. Nade lvem mezi růžemi jsou zkříženy cep a kosa; cep pochází z erbu rodu Traffordů, který vlastnil Stretfordské panství, kosa je připomínkou zemědělské tradice města. Blesky v horní části znaku jsou připomínkou důležité role elektrické energie, kterou tato sehrála v průmyslovém rozvoji Stretfordu. Ve spodní části se pak nachází loď, ta ukazuje na spojení s mořem, které město získalo vybudováním Manchesterského lodního kanálu.
V roce 1974 byl Stretford vyčleněn z hrabství Lancashire a zařazen do nově vzniklého metropolitního hrabství Velký Manchester. Zároveň se město stalo součástí nově zřízeného metropolitního distriktu Trafford. Stretfordská radnice, nyní již nazývaná Traffordská radnice, se stala administrativním centrem tohoto nového distriktu.

## Sport

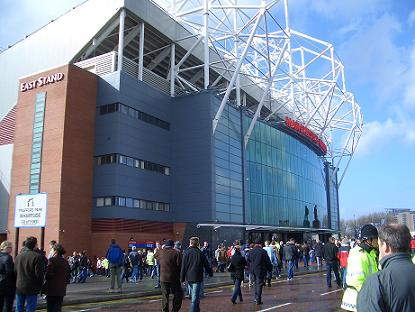
Fotbalový stadion Old Trafford

Stretford je domovem Manchesteru United, tedy jednoho z nejpopulárnějších fotbalových klubů na světě. Klub se v roce 1910 přestěhoval na stadion Old Trafford ležící na severovýchodním okraji města.
Nedaleko od fotbalového se nachází i stadion kriketový. Na něm probíhají utkání klubu Lancashire County Cricket Club. Je plánováno významné zvýšení kapacity stávajícího kriketového stánku. Nový komplex bude mít rozlohu 69 677 m2 a bude kromě vlastního stadionu zahrnovat i kancelářské a bytové prostory, hotel, obchodní centrum a zařízení pro volnočasové aktivity. Náklady na rekonstrukci se odhadují na více než 25 milionů liber.
V Longford Parku na pomezí Stretfordu a Chorltonu se nachází atletický stadion, na kterém sídlí Trafford Athletic Club. Jedná se o jeden z nejvýznamnějších atletických klubů v zemi s více než 100 členy závodícími na mezinárodní úrovni.